# 播磨五川
播磨五川（はりまごせん）は、播磨灘に流入する川のうち主に大きな5つの川のことである。

## 播磨五川
- 加古川
- 市川
- 夢前川
- 揖保川
- 千種川